# Понякога щастие, понякога тъга
„Понякога щастие, понякога тъга“ (Kabhi Khushi Kabhie Gham) е боливудски филм, създаден в Индия през 2001 година. В него участват едни от най-популярните боливудски актьори: Амитабх Баччан, Джая Баччан, Шах Рух Хан, Каджол, Хритик Рошан, Карина Капур и Рани Мукерджи. Това е вторият филм на Каран Джохар като директор.
„Понякога щастие, понякога тъга“ е най-печелившият индийски филм извън Индия преди „Никога не казвай сбогом“ (Kabhi Alvida Naa Kehna) да счупи рекорда му. Той се качва на 3-то място в Британската класация още през втората седмица след премиерата и остава там над 3 седмици. Филмът щеше да се класира и на Американския бокс офис Топ 10, но това не става заради липса на твърдост у дистрибуторите. Това е първият боливудски филм, които щеше да излезе и в Германия (с немски субтитри), а по-късно е създадена и дублирана версия. Той е най-печелившият индийски филм докато не излиза „Девдас“ през 2002 година, с режисьор Санджай Леела Бхансали.

## Резюме
Внимание:  Текстът по-долу разкрива сюжета на произведението (или части от него)!
Рахул (Шах Рук Хан) е осиновеният син на Яшвард „Яш“ Райчанд (Амитаб Бачан) и съпругата му Нандини (Джая Бачан). Те го обичат повече отколкото собствения си син Рохан (Ритик Рошан). Яш Райчанд е богат човек и известен с бизнеса си в Индия. Той вярва в традициите и затова изпраща синовете си в интернат. Когато Рахул се връща от интерната среща Анджали (Каджол). Заради едно недоразумение тя намразва Рахул, но бавно те се влюбват. Скоро Пуджа (Карина Капур), малката сестра на Анджали, и Рохит стават най-добри приятели.
Яш решава да ожени Рахул за дъщерята на свой добър приятел. Рахул отказва, заявявайки че обича Анджали, но баща му го изнудва емоционално (като му казва че предава семейството си) да се ожени за Нейна (Рани Мукерджи). Той се съгласява макар и с нежелание. Бащата на Анджали умира и Рахул решава да се ожени за нея. След венчавката той я завежда в дома на баща си, но той се отрича от него, като казва че вече не е негов син. Рахул е наранен, но напуска семейството си и се мести в Лондон, за да се установи там. Нандини моли бавачката на Рахул да замине с тях така че той да не чувства липсата на майка. Пуджа отива с тях в Лондон. По-малкият брат на Рахул, Рохан е съсипан от раздялата на семейството, защото не знае защо брат му е заминал, тъй като е бил в интерната през това време.
Когато Рохан се прибира в къщи за празниците, той отива при бабите си в Харидвар. Те решават да му кажат истината защо семейството се е разделило. Когато Рохан се прибира в къщи казва на родителите си, че трябва да отиде в Лондон да учи. Баща му се съгласява, но неохотно. Когато пристига в Лондон Рохит се среща с приятелката си от детство Пуджа. Тя се е променила много, вместо Пуджа и викат „Пуу“ и е станала най-популярното момиче в университета. Рохан ѝ се доверява, като ѝ казва, че иска семейството му да се обедини отново и я моли да му помогне. Тя се съгласява. Рохан отсяда при Пуджа, Анджали, Рахул, Ди-Джей и сина на Рахул и Анджали, представяйки се с името Яш. Той става част от семейството и започва да решава проблемите им. Семейството започва да осъзнава колко много им липсва Индия и родителите. Накрая цялото семейство се обединява и Рохан и Пуджа се женят.